# Engenhovet
Engenhovet ist ein bis zu 1780 m hoher und teilweise vereister Gebirgskamm in der Heimefrontfjella des ostantarktischen Königin-Maud-Lands. Er ragt im nördlichsten Abschnitt der Sivorgfjella auf.
Wissenschaftler des Norwegischen Polarinstituts benannten ihn 1967 nach dem norwegischen Journalisten Hans Engen (1912–1966), einem der Anführer der Widerstandsbewegung gegen die deutsche Okkupation Norwegens im Zweiten Weltkrieg und Botschafter Norwegens bei den Vereinten Nationen im Jahr 1958.